# فهرست آثار ملی شهرستان بجنورد
شهرستان بجنورد یکی از شهرستان‌های استان خراسان شمالی است. مرکز این شهرستان شهر بجنورد است. ساکنانش مردم کورد  ترک، ترکمن و تات هستند.

## آثار ثبت‌شده
| ردیف | نام اثر                         | نگاره          | دیرینگی                             | موقعیت | شمارهٔ ثبت | تاریخ ثبت  | منبع  |
| ---- | ------------------------------- | -------------- | ----------------------------------- | --- | --------- | ---------- | ----- |
| ۱    | تپه بلبل (سه تپه)               | بارگذاری تصویر | اواخر هزاره دو اوایل هزاره یک ق‌م    | بخش مرکزی۱۲ کیلومتری جنوب شرقی بجنورد                                                                                        | ۷۰۷       | ۱۳۴۶/۰۱/۲۳ | [ ۵ ] |
| ۲    | تپه معصوم‌زاده                   |                | صدر اسلام تا قرن ۸ ق                | ۱ کیلومتری جنوب شرقی بجنورد                                                                                                  | ۷۰۸       | ۱۳۴۶/۰۱/۲۳ |       |
| ۳    | تپه صندل‌آباد                    |                | تاریخی ـ اسلامی                     | ۳ کیلومتری جنوب شرقی بجنورد                                                                                                  | ۷۰۹       | ۱۳۴۶/۰۱/۲۳ |       |
| ۴    | تاتار تپه پائین                 |                | هزاره دو و هزاره یک ق‌م              | جنوب دهکده تاتار، ۲۸ک ش غ بجنورد                                                                                             | ۷۱۰       | ۱۳۴۶/۰۱/۲۳ |       |
| ۵    | تاتار تپه بالا                  |                | هزاره دو ق‌م                         | شمال دهکده تاتار از توابع بجنورد                                                                                             | ۷۱۱       | ۱۳۴۶/۰۱/۲۳ |       |
| ۶    | غلامرضا تپه                     |                | اسلامی                              | دهکده بدرانلو و ۲۸ کیلومتری مغرب بجنورد                                                                                      | ۷۱۲       | ۱۳۴۶/۰۱/۲۳ |       |
| ۷    | زمان بیک تپه                    |                | اسلامی                              | دهکده پدرانلو، ۲۸ کیلومتری غرب بجنورد                                                                                        | ۷۱۳       | ۱۳۴۶/۰۱/۲۳ |       |
| ۸    | قلعه تپه                        |                | از قرن ۵ تا ۸ ق                     | دهکده قراچه و ۳۲ کیلومتری غرب بجنورد                                                                                         | ۷۱۴       | ۱۳۴۶/۰۱/۲۳ |       |
| ۹    | سریوان تپه                      |                | هزاره دو ق‌م                         | ۳ کیلومتری غرب دهکده قراچه ازتوابع بجنورد                                                                                    | ۷۱۵       | ۱۳۴۶/۰۱/۲۳ |       |
| ۱۰   | تپه گلور                        |                | اواخر هزاره دو ق‌م                   | دهکده سریوان | ۷۱۶       | ۱۳۴۶/۰۱/۲۳ |       |
| ۱۱   | تپه شباندر                      |                | اواخر هزاره دو ق‌م                   | شمال شرقی دهکده کرک جزو حومه بجنورد                                                                                          | ۷۱۷       | ۱۳۴۶/۰۱/۲۳ |       |
| ۱۲   | تپه شاه‌آباد                     |                | هزاره یک ق‌م                         | ۱ کیلومتری قریه کرک جزء حومه بجنورد                                                                                          | ۷۱۸       | ۱۳۴۶/۰۱/۲۳ |       |
| ۱۳   | تپه بیار                        |                | اسلامی                              | دهکده بیارددر۳ کیلومتری جاده توابع بجنورد                                                                                    | ۷۱۹       | ۱۳۴۶/۰۱/۲۳ |       |
| ۱۴   | ریباتپه/ روباه تپه              |                | اشکانی (پارت) و اسلامی              | شرق آشقخانه، یک کیلومتری غرب قریه نجف آباد                                                                                   | ۷۲۰       | ۱۳۴۶/۰۱/۲۳ |       |
| ۱۵   | تپه قره مصلی                    |                | اشکانی (پارت)                       | ۱ کیلومتری جنوب قریه نجف آباد، آشخانه                                                                                        | ۷۲۱       | ۱۳۴۶/۰۱/۲۳ |       |
| ۱۶   | تپه لاخی                        |                | ساسانی                              | شمالغربی دهکده ملا حسن | ۷۲۲       | ۱۳۴۶/۰۱/۲۳ |       |
| ۱۷   | تپه دلاور                       |                | قرن ۷ و ۸ ق                         | غرب آشخانه | ۷۲۳       | ۱۳۴۶/۰۱/۲۳ |       |
| ۱۸   | عمارت سردار مفخم                |                | قاجاریه                             | مرکز شهر بجنورد | ۹۵۲       | ۱۳۵۲/۰۶/۱۰ |       |
| ۱۹   | عمارت آینه‌خانه مفخم             |                | قرن ۱۴ (۱۳۱۲ق)                      | خیابان شاه سمالی، بجنورد | ۱۱۶۷      | ۱۳۵۴/۰۹/۱۸ |       |
| ۲۰   | آق‌تپه                           |                | اواخر هزاره دو ق‌م                   | روستای پیش قلعه | ۱۴۲۰      | ۱۳۵۶/۰۳/۱۶ |       |
| ۲۱   | تپه خان                         |                | هزاره ۴ ق‌م                          | دهکده خان واقع در بخش سملقان                                                                                                 | ۱۴۲۱      | ۱۳۵۶/۰۳/۱۶ |       |
| ۲۲   | تپه باستانی اسفیدان             |                | اسلامی                              | در مجاورت دهکده اسفیدان بخش مانه                                                                                             | ۱۴۲۲      | ۱۳۵۶/۰۳/۱۶ |       |
| ۲۳   | تپه منبع آب                     |                | اواخر هزاره دو ق‌م                   | روستای عشق آباد واقع در بخش مانه                                                                                             | ۱۴۲۳      | ۱۳۵۶/۰۳/۱۶ |       |
| ۲۴   | تپه غلامعلی                     |                | هزاره یک ق‌م                         | شمال ده نادرآباد بجنورد | ۱۴۲۴      | ۱۳۵۶/۰۳/۱۶ |       |
| ۲۵   | تپه قبرستان مهمانک              |                | اواخر هزاره دو ق‌م                   | شرق روستای مهمانک | ۱۴۲۵      | ۱۳۵۶/۰۳/۱۶ |       |
| ۲۶   | غریب‌تپه                         |                | هزاره یک ق‌م                         | غرب پیش قلعه شمال غربی بجنورد بخش مانه                                                                                       | ۱۴۲۶      | ۱۳۵۶/۰۳/۱۶ |       |
| ۲۷   | تپه خزینه                       |                | هزاره یک ق‌م ـ اسلامی                | بخش گرمخان جنوب شرقی بجنورد                                                                                                  | ۱۴۲۷      | ۱۳۵۶/۰۳/۱۶ |       |
| ۲۸   | تپه‌های منجاق لی                 |                | هزاره یک ق‌م                         | شرق بجنورد، جنوب نوده | ۱۴۲۸      | ۱۳۵۶/۰۳/۱۶ |       |
| ۲۹   | تپه شماره یک آغربلاغ            |                | اواخر هزاره دو ق‌م                   | مجاورت دهکده اسدلی | ۱۴۲۹      | ۱۳۵۶/۰۳/۱۶ |       |
| ۳۰   | ایشک‌تپه                         |                | هزاره یک ق‌م واسلامی                 | قرازن غرب بجنورد، بخش سملقان                                                                                                 | ۱۴۳۰      | ۱۳۵۶/۰۳/۱۶ |       |
| ۳۱   | تپه پهلو آسیاب                  |                | اواخر هزاره دو ق‌م                   | دره قزلان غرب بجنورد | ۱۴۳۱      | ۱۳۵۶/۰۳/۱۶ |       |
| ۳۲   | تپه گلور                        |                | هزاره یک ق‌م ـ اسلامی                | شرق آغمزار منطقه ظلم آباد | ۱۴۳۸      | ۱۳۵۶/۰۳/۱۶ |       |
| ۳۳   | تپه باستانی پس تپه              |                | اشکانی (پارت)                       | شرق گنجان بین قلعه محمدی و چشمه محمد                                                                                         | ۱۵۲۹      | ۱۳۵۶/۱۱/۰۳ |       |
| ۳۴   | قلعه جلال‌الدین جاجرم            |                | قرن ۶ ق                             | بین گرمه و جاجرم | ۱۵۷۷      | ۱۳۵۶/۱۱/۰۳ |       |
| ۳۵   | بنای امامزاده عسگری             |                | قرن ۷ ق وصفویه                      | ۳۰۰ متری جنوب غرب گیغان | ۱۵۷۸      | ۱۳۵۶/۱۱/۰۳ |       |
| ۳۶   | بنای سنگی اسپاخو                |                | ساسانی ـ اآل بویه                   | روستای اسپاخو، ۱۰۰ ک ج غ بجنورد                                                                                              | ۱۵۷۹      | ۱۳۵۶/۱۱/۰۳ |       |
| ۳۷   | تپه باستانی ارک پایین           |                | قرن ۶ و ۹ ق                         | شمال غربی غلامان، جلگه آلما تیشان                                                                                            | ۱۵۸۱      | ۱۳۵۶/۱۱/۰۳ |       |
| ۳۸   | تپه ارک کوچک داشلی قلعه         |                | اسلامی                              | دهکده داشلی قلعه بخش جرگلان                                                                                                  | ۱۵۸۲      | ۱۳۵۶/۱۱/۰۳ |       |
| ۳۹   | تپه منصور باغی                  |                | هزاره یک ق‌م ـ اسلامی                | ۲ کیلومتری شمال شرقی تازه قلعه                                                                                               | ۱۵۸۳      | ۱۳۵۶/۱۱/۰۳ |       |
| ۴۰   | تپه باستانی قره قانلو           |                | اسلامی                              | ۵۰۰ متری جنوب غربی ده قرقانلو                                                                                                | ۱۵۸۴      | ۱۳۵۶/۱۱/۰۳ |       |
| ۴۱   | تپه باستانی شهرآوا              |                | هزاره ۴ ق‌م                          | شمال دهکده شهرآباد کرد بخش سملقان                                                                                            | ۱۵۸۵      | ۱۳۵۶/۱۱/۰۳ |       |
| ۴۲   | تپه باستانی سرخرمن              |                | هزاره یک ق‌م ـ اسلامی                | واقع در شمال غربی دهکده برج بخش مانه                                                                                         | ۱۵۸۶      | ۱۳۵۶/۱۱/۰۳ |       |
| ۴۳   | تپه باستانی خشتلی               |                | اسلامی                              | شمال شرق بجنورد | ۱۵۸۸      | ۱۳۵۶/۱۱/۰۳ |       |
| ۴۴   | تپه باستانی داشلی علوم          |                | هزاره یک ق‌م ـ تاریخی                | ۲۰۰ متری غرب یکه مسعود بالا بخش جرگلان                                                                                       | ۱۵۸۹      | ۱۳۵۶/۱۱/۰۳ |       |
| ۴۵   | تپه کهنه قلعه شهرآباد           |                | هزاره یک ق‌م ـ اسلامی                | ۷۵ کیلومتری بجنورد، دهکده شهرآباد                                                                                            | ۱۵۹۰      | ۱۳۵۶/۱۱/۰۳ |       |
| ۴۶   | تپه باستانی بچه دره سفلی        |                | هزاره یک ق‌م ـ اسلامی                | مجاورت جنوب دهکده بچه دره سفلی                                                                                               | ۱۵۹۱      | ۱۳۵۶/۱۱/۰۳ |       |
| ۴۷   | تپه باستانی ارگ بزرگ داشلی قلعه |                | اسلامی                              | شرق دهکده داشلی قلعه بخش جرگلان                                                                                              | ۱۵۹۲      | ۱۳۵۶/۱۱/۰۳ |       |
| ۴۸   | تپه قلعه جاجرم                  |                | صدراسلام ـ ایلخانیان                | جاجرم، منهی الیه خیابان راه‌آهن به طرف جاده سبزوار                                                                            | ۱۵۹۳      | ۱۳۵۶/۱۱/۰۳ |       |
| ۴۹   | تپه ولی                         |                | قرن ۵ و ۸ ق                         | ۶۶ کیلومتری جاده آسفالته روستای زمان صوفی                                                                                    | ۱۵۹۴      | ۱۳۵۶/۱۱/۰۳ |       |
| ۵۰   | تپه قلعه کهنه کند               |                | قرن ۷ تا ۱۰ ق                       | بخش مرکزی بر سر راه شوسه‌ای شمالغربی بجنورد                                                                                   | ۱۸۱۱      | ۱۳۷۵/۰۹/۲۵ |       |
| ۵۱   | رباط قره‌بیل                     |                | تیموریان ـ صفویه                    | شهرستان نهبندان، ۱۵ کیلومتری غرب بجنورد، شمال شرق جاجرم و روستای قره بیل                                                     | ۴۵۷۴      | ۱۳۸۰/۱۰/۱۱ |       |
| ۵۲   | بش‌قارداش                        |                | قاجاریه                             | شهرستان نهبندان، ۶ک م جنوب شرق بجنورد، بر سر راه بجنورد به اسفراین، در پارک بش قارداش                                        | ۴۵۷۵      | ۱۳۸۰/۱۰/۱۱ |       |
| ۵۳   | باغ علی‌آباد                     |                | قاجاریه                             | استان خراسان، ۵ کیلومتری شمال بجنورد، مجاور روستای علی‌آباد                                                                   | ۴۹۵۳      | ۱۳۸۰/۱۲/۱۹ |       |
| ۵۴   | بقعه امامزاده محمدرضا لنگر      |                | تیموریان ـ قاجاریه (قرن ۱۴ ق) معاصر | شهرستان بجنورد، ۱۰ کیلومتری شمال غرب بجنورد، یک کیلومتری شرق روستای لنگر                                                     | ۵۱۵۳      | ۱۳۸۰/۱۲/۲۵ |       |
| ۵۵   | بقعه امامزاده محمد باقر اسپیدان |                | صفویه ـ قاجاریه                     | استان خراسان، شهرستان بجنورد، بخش گرمخان، روستای اسپیدان                                                                     | ۵۹۴۲      | ۱۳۸۱/۰۵/۰۸ |       |
| ۵۶   | آرامگاه کشته‌شدگان واقعه لهاک‌خان |                | اواخر قاجار ـ اوایل پهلوی           | بجنورد، انتهای خیابان شهید بهشتی شمالی، روبروی دبستان امام رضا (ع)                                                           | ۹۲۴۱      | ۱۳۸۲/۰۴/۲۴ |       |
| ۵۷   | حسینیه جاجرمی‌ها                 |                | اواخر قاجاریه                       | بجنورد، بین میدان شهید و هفده شهریور، داخل کوچه جاجرمیها                                                                     | ۱۱۰۵۱     | ۱۳۸۳/۰۵/۱۷ |       |
| ۵۸   | خانه بانک ملی                   |                | اواخر قاجاریه ـ اوایل پهلوی         | شهر بجنورد، خ امیریه جنوبی (شهید رضا امامی)، جنب ساختمان بانک ملی                                                            | ۱۴۱۵۰     | ۱۳۸۴/۱۱/۰۹ |       |
| ۵۹   | مجموعه سبزه میدان               |                | قاجاریه                             | بجنورد، خ شهید بهشتی شمالی، نبش میدان شهید                                                                                   | ۱۴۲۲۳     | ۱۳۸۴/۱۱/۰۹ |       |
| ۶۰   | آرامگاه سردابه                  |                | قرن ۷ و ۸ ه‍.ق                        | شهرستان بجنورد، بخش مرکزی، دهستان آلاداغ، روستای حصار حسینی                                                                  | ۱۷۳۸۵     | ۱۳۸۵/۱۲/۰۶ |       |
| ۶۱   | تپه تخته قلعه                   |                | ساسانی                              | شهرستان بجنورد، بخش مرکزی، دهستان بدرانلو، روستای دراغانلو                                                                   | ۱۹۶۹۸     | ۱۳۸۶/۰۶/۲۸ |       |
| ۶۲   | تپه سنجر                        |                | آهن ـ اشکانی                        | شهرستان بجنورد، بخش مرکزی، دهستان باباامان، یک کیلومتری شمال روستای ینگی قلعه                                                | ۱۹۶۹۹     | ۱۳۸۶/۰۶/۲۸ |       |
| ۶۳   | تپه ینگی قلعه ۲                 |                | مفرغ                                | شهرستان بجنورد، بخش مرکزی، دهستان باباامان، یک کیلومتری جنوب غرب روستای ینگی                                                 | ۲۱۱۰۶     | ۱۳۸۶/۱۱/۳۰ |       |
| ۶۴   | محوطه چغور باغ                  |                | قرون میانه اسلامی                   | شهرستان بجنورد، بخش مرکزی، دهستان الاداغ، ۵۰۰ م جنوب روستای الله وردیخان                                                     | ۲۱۱۰۹     | ۱۳۸۶/۱۱/۳۰ |       |
| ۶۵   | تپه کوه کمر                     |                | ساسانی                              | شهرستان بجنورد، بخش مرکزی، دهستان باباامان، ۵۰۰ م شمال غربی روستای کوه کمر                                                   | ۲۱۲۲۱     | ۱۳۸۶/۱۱/۳۰ |       |
| ۶۶   | تپه ینگی قلعه ۱                 |                | آهن                                 | شهرستان بجنورد، بخش مرکزی، دهستان باباامان، یک کیلومتری جنوب غرب روستای ینگی قلعه                                            | ۲۱۲۲۴     | ۱۳۸۶/۱۱/۳۰ |       |
| ۶۷   |                                 |                | معاصر                               | شهرستان بجنورد، بخش گرمخان، دهستان گرمخان، روستای اسفیدان                                                                    | ۲۲۲۱۵     | ۱۳۸۶/۱۲/۲۶ |       |
| ۶۸   | ارگ آلمادوشن                    |                | اشکانی ـ قرون اولیه و میانه اسلامی  | شهرستان بجنورد، بخش راز وجرگلان، دهستان غلامان، روستای آلمادوشن                                                              | ۲۳۱۷۰     | ۱۳۸۷/۰۶/۱۸ |       |
| ۶۹   | ارگ راستقان                     |                | قرون میانه اسلامی                   | شهرستان بجنورد، بخش راز و جرگلان، دهستان غلامان، روستای راستقان                                                              | ۲۳۱۷۱     | ۱۳۸۷/۰۶/۱۸ |       |
| ۷۰   | گورستان قدیمی راستقان           |                | قرون میانه اسلامی                   | شهرستان بجنورد، بخش راز وجرگلان، دهستان غلامان، روستای راستقان                                                               | ۲۳۱۷۴     | ۱۳۸۷/۰۶/۱۸ |       |
| ۷۱   | گورستان اورتاکی                 |                | قرون میانی اسلامی                   | شهرستان بجنورد، بخش راز وجرگلان، دهستان راز، روستای گنبدلی                                                                   | ۲۳۱۷۵     | ۱۳۸۷/۰۶/۱۸ |       |
| ۷۲   | محوطه سوخسوهاشم                 |                | قرون میانی و متاخر اسلامی           | شهرستان بجنورد بخش رازو جرگلان، دهستان غلامان، روستای سوخسوهاشم                                                              | ۲۳۱۷۸     | ۱۳۸۷/۰۶/۱۸ |       |
| ۷۳   | قلعه ارگ بالا                   |                | اشکانی                              | شهرستان بجنورد، بخش راز و جرگلان، دهستان غلامان، روستای غلامان                                                               | ۲۳۱۸۱     | ۱۳۸۷/۰۶/۱۸ |       |
| ۷۴   | گورستان ایرقایه                 |                | قرون متاخر اسلامی                   | شهرستان بجنورد، بخش راز و جرگلان، دهستان جرگلان، روستای ایرقایه                                                              | ۲۳۱۸۲     | ۱۳۸۷/۰۶/۱۸ |       |
| ۷۵   | برج راز                         |                | پهلوی اول                           | شهرستان بجنورد، بخش راز و جرگلان، دو کیلومتری غرب شهر راز                                                                    | ۲۳۱۸۷     | ۱۳۸۷/۰۶/۱۸ |       |
| ۷۶   | محوطه شماره دو راستقان          |                | قرون میانه اسلامی                   | شهرستان بجنورد، بخش راز و جرگلان، دهستان غلامان، روستای راستقان                                                              | ۲۳۱۸۸     | ۱۳۸۷/۰۶/۱۸ |       |
| ۷۷   | پل بابا امان                    |                | قاجاریه ـ پهلوی                     | شهرستان بجنورد، بخش مرکزی، دهستان بابا امان، روبروی بوستان تفریحی، تاریخی بابا امان                                          | ۲۳۱۹۰     | ۱۳۸۷/۰۶/۱۸ |       |
| ۷۸   | سنگ‌نگارهای تکه                  |                | مفرغ                                | شهرستان بجنورد، بخش مرکزی، دهستان بدرانلو، ۲۰۰ م جنوب شرق نرگسلوی علیا                                                       | ۲۳۱۹۱     | ۱۳۸۷/۰۶/۱۸ |       |
| ۷۹   | محوطه اورتاکی                   |                | قرون میانه اسلامی                   | شهرستان بجنورد، بخش راز و جرگلان، دهستان راز و جرگلان، ۳ کیلومتری جنوب شرق روستای گنبدلی                                     | ۲۳۱۹۲     | ۱۳۸۷/۰۶/۱۸ |       |
| ۸۰   | محوطه قلعه کهنه آنابای          |                | قرون متاخر اسلامی                   | شهرستان بجنورد، بخش راز و جرگلان، دهستان راز، روستای آنابای                                                                  | ۲۳۱۹۳     | ۱۳۸۷/۰۶/۱۸ |       |
| ۸۱   | تپه بایرقلعه                    |                | قرون میانه و متاخر اسلامی           | شهرستان بجنورد، بخش راز و جرگلان، شهر راز                                                                                    | ۲۳۲۵۲     | ۱۳۸۷/۰۶/۱۸ |       |
| ۸۲   | تپه آدینه قلی                   |                | قرون میانه و متاخر اسلامی           | شهرستان بجنورد، بخش راز و جرگلان، دهستان غلامان، روستای آدینه قلی                                                            | ۲۳۲۵۳     | ۱۳۸۷/۰۶/۱۸ |       |
| ۸۳   | گورستان قدیمی راز               |                | قرون متاخر اسلامی                   | شهرستان بجنورد، بخش راز و جرگلان، ضلع جنوبی شهر راز                                                                          | ۲۳۲۶۲     | ۱۳۸۷/۰۶/۱۸ |       |
| ۸۵   | دژ تازه قلعه                    |                | قرون میانه اسلامی                   | شهرستان بجنورد، بخش راز و جرگلان، دهستان غلامان، روستای تازه قلعه                                                            | ۲۳۲۶۸     | ۱۳۸۷/۰۶/۱۸ |       |
| ۸۶   | ارگ شاه محمد                    |                | مفرغ ـ آهن                          | شهرستان بجنورد، بخش راز و جرگلان، دهستان غلامان، روستای آدینه قلی                                                            | ۲۳۲۷۲     | ۱۳۸۷/۰۶/۱۸ |       |
| ۸۷   | تپه مجاور سفید                  |                | قرون اولیه و میانه اسلامی           | شهرستان بجنورد، بخش راز و جرگلان، ضلع شمالی شهر راز                                                                          | ۲۳۲۷۳     | ۱۳۸۷/۰۶/۱۸ |       |
| ۸۸   | محوطه شماره یک راستقان          |                | قرون میانی اسلامی                   | شهرستان بجنورد، بخش راز و جرگلان، دهستان غلامان، روستای راستقان                                                              | ۲۳۲۷۴     | ۱۳۸۷/۰۶/۱۸ |       |
| ۸۹   | تپه ایرقایه                     |                | مفرغ ـ اشکانی                       | شهرستان بجنورد، بخش راز و جرگلان، دهستان جرگلان، روستای ایرقایه                                                              | ۲۳۲۸۲     | ۱۳۸۷/۰۶/۱۸ |       |
| ۹۰   | محوطه انجیرلی                   |                | قرن ۷ و ۸ ق                         | شهرستان بجنورد، بخش رازو جرگلان، دهستان جرگلان، روستای کرکولی                                                                | ۲۳۲۸۳     | ۱۳۸۷/۰۶/۱۸ |       |
| ۹۱   | قلعه کافران                     |                | قرون اولیه و میانه اسلامی           | شهرستان بجنورد، بخش راز و جرگلان، شهر راز                                                                                    | ۲۳۲۸۴     | ۱۳۸۷/۰۶/۱۸ |       |
| ۹۲   | قلعه قشون                       |                | قرون میانه اسلامی                   | شهرستان بجنورد، بخش راز و جرگلان، دهستان راز، روستای قلعه قشون                                                               | ۲۳۲۸۵     | ۱۳۸۷/۰۶/۱۸ |       |
| ۹۳   | آرامگاه نبی غلامان              |                | پهلوی اول                           | شهرستان بجنورد، بخش رازوجرگلان، دهستان غلامان، روستای غلامان                                                                 | ۲۴۲۳۳     | ۱۳۸۷/۱۰/۱۵ |       |
| ۹۴   | آرامگاه زیارتگاه علیا           |                | قرون میانه اسلامی                   | شهرستان بجنورد، بخش راز و جرگلان، دهستان جرگلان، روستای گنبدلی                                                               | ۲۴۲۳۴     | ۱۳۸۷/۱۰/۱۵ |       |
| ۹۵   | امامزاده سید ابراهیم (بجنورد)   |                | ایلخانی                             | شهرستان بجنورد، بخش راز و جرگلان، دهستان جرگلان، روستای کرپشلی                                                               | ۲۴۲۳۵     | ۱۳۸۷/۱۰/۱۵ |       |
| ۹۶   | آرامگاه شاهزاده حمید            |                | قاجاریه                             | شهرستان بجنورد، بخش راز و جرگلان، دهستان غلامان، روستای راستقان                                                              | ۲۴۲۳۶     | ۱۳۸۷/۱۰/۱۵ |       |
| ۹۷   | محوطه قارلق                     |                | قرون میانه اسلامی                   | شهرستان بجنورد، بخش گرمخان، دهستان گرمخان، ۲۰۰ م غرب روستای قارلق                                                            | ۲۴۶۵۵     | ۱۳۸۷/۱۱/۲۷ |       |
| ۹۸   | تپه ماداله                      |                | اسلامی                              | شهرستان بجنورد، بخش گرمخان، دهستان گرمخان، دو کیلومتری غرب روستای نجف آباد                                                   | ۲۴۶۵۷     | ۱۳۸۷/۱۱/۲۷ |       |
| ۹۹   | تپه کهنه قلعه                   |                | آهن ـ قرن ۶–۴ ه‍.ق                    | شهرستان بجنورد، بخش گرمخان، دهستان گرمخان، حاشیه غربی روستای نجف آباد                                                        | ۲۴۶۵۸     | ۱۳۸۷/۱۱/۲۷ |       |
| ۱۰۰  | محوطه آسیاب احمد بیگ            |                | قرون متاخر اسلامی                   | شهرستان بجنورد، بخش گرمخان، دهستان گرمخان، ۲۰۰ م شمال روستای قارلق                                                           | ۲۴۶۶۰     | ۱۳۸۷/۱۱/۲۷ |       |
| ۱۰۱  | تپه خزانه                       |                | قرون اولیه اسلامی                   | شهرستان جاجرم، بخش گرمخان، دهستان گرمخان، ۲۰۰ م شرق روستای نجف آباد                                                          | ۲۴۶۶۱     | ۱۳۸۷/۱۱/۲۷ |       |
| ۱۰۲  | تپه سربند                       |                | مفرغ                                | شهرستان بجنورد، بخش گرمخان، دهستان گرمخان، یک کیلومتری شمالغرب روستای قردانلو                                                | ۲۴۶۶۳     | ۱۳۸۷/۱۱/۲۷ |       |
| ۱۰۳  | قلعه قارلق                      |                | قرون میانه اسلامی                   | شهرستان بجنورد، بخش گرمخان، دهستان گرمخان، روستای قارلق                                                                      | ۲۴۶۶۴     | ۱۳۸۷/۱۱/۲۷ |       |
| ۱۰۴  | تپه کلاته مستوفی                |                | مفمرع ـ آهن                         | شهر بجنورد، ۵۰۰ م حومه غربی شهر بجنورد (کلاته مستوفی)، ۱۵۰ م شمال جاده اصلی بجنورد، گرگان، در نزدیکی ایستگاه پلیس راه بجنورد | ۲۴۶۷۰     | ۱۳۸۷/۱۱/۲۷ |       |
| ۱۰۵  | آسیاب آبی                       |                | صفویه                               | شهرستان بجنورد، بخش راز و جرگلان، ۴ کیلومتری جنوب غربی شهرراز                                                                | ۲۵۳۹۰     | ۱۳۸۷/۱۲/۱۸ |       |
| ۱۰۶  | تپه آغر بلاغ ۲                  |                | مفرغ ـ قرون میانه اسلامی            | شهرستان بجنورد، بخش مرکزی، دهستان الاداغ، یک کیلومتری جنوب روستای اسدلی                                                      | ۲۶۱۸۸     | ۱۳۸۷/۱۲/۲۶ |       |
| ۱۰۷  | بش قارداش ۱                     |                | مفرغ جدید ـ آهن قدیم                | شهرستان بجنورد، بخش مرکزی، دهستان الاداغ، ۶۰۰ م شمال شرق روستای مرز                                                          | ۲۶۱۸۹     | ۱۳۸۷/۱۲/۲۶ |       |
| ۱۰۹  | قراول تپه                       |                | تاریخی                              | شهرستان بجنورد، بخش گرمخان، دهستان گرمخان، روستای قاضی                                                                       | ۲۶۱۹۰     | ۱۳۸۷/۱۲/۲۶ |       |
| ۱۱۰  | محوطه دهانه فره                 |                | آهن                                 | شهرستان بجنورد، بخش گرمخان، دهستان گرمخان، روستای قاضی                                                                       | ۲۶۱۹۱     | ۱۳۸۷/۱۲/۲۶ |       |
| ۱۱۱  | شاه تپه                         |                | مفرغ ـ آهن                          | شهرستان بجنورد، بخش گرمخان، دهستان گرمخان، ۵ک م جنوب غرب روستای ایزمان سفلی                                                  | ۲۶۱۹۲     | ۱۳۸۷/۱۲/۲۶ |       |
| ۱۱۲  | تپه بش قارداش ۲                 |                | مفرغ ـ آهن                          | شهرستان بجنورد، بخش مرکزی، دهستان الاداغ، ۱۵۰۰ م شمال شرق روستای مرز                                                         | ۲۶۱۹۵     | ۱۳۸۷/۱۲/۲۶ |       |